# Bécc I Bairrche
Bécc I Bairrche, Bécc I Bairche („Silny”) lub Bécc I Boirche („Nabrzmiały”) (zm. 718 r.) – król Ulaidu (Ulsteru) z dynastii Dál Fiatach w latach 692-707, syn Blathmaca mac Máele Coba, króla Ulaidu. Jego przezwisko Bairrche może odnosić się do regionu Gór Mourne na południu hrabstwa Down, oraz mieć jakiś związek z Uí Bairrche w Leinsterze.
Dynastia Dál Fiatach panowała nad Ulsterem od 637 do 674 r. Dziadek Bécca, Máel Coba mac Fíachnai został zabity przez swego bratanka, Congala Cendfotę mac Dúnchada w 647 r. Z kolei w 674 r. tenże Congal, król Ulaidu, został zabity przez Bécca, który utracił tron na rzecz Fergusa V mac Áedáin z Uí Echach Cobo, bocznej linii Dál nAraidi.
Arcykról Irlandii Finnachta (Fínsnechta) II Fledach z Síl nÁedo Sláine był żonaty z Conchend, córką Congala Cendfoty i z tego powodu mógł mieć wrogie nastawienie do Bécca. Tenże postanowił przeniknąć do terytoriów południowych Uí Néill. Jednak został pokonany przez arcykróla pod Tailltiu (obecne Teltown, hr. Meath) w 679 r.
W 691 r. Dál Riata splądrowała tereny ludu Cruithni (Dál nAraidi) i Ulaidu (Dál Fiatach). Ulaci i Brytowie spustoszyli Mag Muirtheimne w hr. Louth, siedziby granicznego plemienia Ulidii znanego jako Conaille Muirtheimne.  Bécc zdobył tron Ulaidu w 692 r. Był jednym z poręczycieli Cáin Adomnáin (Prawo Adomnán) w Birr w 697 r. W 703 r. Brytowie i mieszkańcy Ulaidu prowadzili między sobą nawzajem wojnę. Doszło wówczas do bitwy pod Mag Culind w Ardd Ua nEchdach, w której wróg, syn Radganna (znany z powodu plądrowań kościołów), został zabity. W 707 r. Bécc postanowił abdykować, zostając pielgrzymem. Zmarł w 718 r.

## Rodzina
Bécc ożenił się z kuzynką Conchend, córką Congala III Cendfoty, króla Ulsteru, prawdopodobnie po śmierci jej pierwszego męża i arcykróla Finnachty II (Fínsnechty). W źródłach zwana jest „królową”. Urodziła mu ona siedmiu synów. Inną żoną, zapewne drugą, była Barrdub, córka Lethlobara I mac Echach (zm. 709 r.), króla Dál nAraidi. Miał dziesięciu lub dwunastu synów w tym: 
- Dub-dá-Braine, syn Conchend
- Dubthach (zm. 712 r.), syn Conchend
- Eterscél, syn Conchend; przodek Uí Eitersceil
- Áed II Róin (zm. 735 r.), syn Conchend; przyszły król Ulsteru
- Óengus (zm. 730 r.), syn Conchend
- Cellach, syn Conchend; przodek klanu Cellaig w Druim Bo
- Conchobar, syn Conchend; przodek Uí Dachna
- Cú Rai, syn Cacht, córki Mael Fuaida
- Aitheachda, przodek Uí Ethacda w Findloch
- Cernach, syn Lerthaine, córki Cenaetha mac Cathail; przodek ludów z Bairrche (Boirche): Uí Muiredaig i klanu Cairellain (współkrólowie z Boirche, zależni od Ulaidu)
- Rimid, syn Lerthaine